# Jomarie Ward
Jomarie Ward (Portland, 10 settembre 1935 – Los Angeles, 30 aprile 2018) è stata un'attrice statunitense, attiva in campo televisivo, cinematografico e teatrale. Nel corso della sua carriera ha recitato anche in alcuni musical, tra cui Fanny a Fort Worth nel 1962 Follies a Los Angeles nel 1985.

## Filmografia parziale

### Cinema
- ...E dopo le uccido (Pretty Maids All in a Row), regia di Roger Vadim (1971)
- El Norte - regia di Gregory Nava (1983)

### Televisione
- The Donna Reed Show - serie TV, 1 episodio (1962)
- Laredo - serie TV, 1 episodio (1965)
- T.J. Hooker - serie TV, 2 episodi (1985)
- Webster - serie TV, 1 episodio (1988)
- Baywatch - serie TV, 1 episodio (1995)